# LGBT práva na Marshallových ostrovech
Lesby, gayové, bisexuálové a translidé se na Marshallových ostrovech mohou setkávat s právními komplikacemi neznámými pro zbytek populace. Domácnostem tvořeným páry stejného pohlaví se nedostává stejné právní ochrany, jaké se dostává různopohlavním manželským párům.

## Zákony týkající se stejnopohlavní sexuální aktivity
Pohlavní styk mezi osobami téhož pohlaví je legální od r. 2005. Legální věk způsobilosti k pohlavnímu styku je pro obě orientace stanoven stejně.

## Ochrana před diskriminací
Právní řád země nezaručuje osobám jiné sexuální orientace a genderové identity ochranu před diskriminací.

## Souhrnná tabulka
| Legální stejnopohlavní styk                                          | (2005)                                    |
| Stejný věk legální způsobilosti k pohlavnímu styku pro obě orientace | (2005)                                    |
| Antidiskriminační zákony v zaměstnání                                | No                                        |
| Antidiskriminační zákony v přístupu ke zboží a službám               | No                                        |
| Antidiskriminační zákony v přístupu ke zboží a službám               | No                                        |
| Stejnopohlavní manželství                                            | No                                        |
| Stejnopohlavní soužití                                               | No                                        |
| Adopce dítěte partnera                                               | No                                        |
| Společná adopce dětí stejnopohlavními páry                           | No                                        |
| Gayové a lesby smějí otevřeně sloužit v armádě                       | Marshallovy ostrovy nemají ozbrojené síly |
| Možnost změny pohlaví                                                | No                                        |
| Přístup k umělému oplodnění pro lesbické ženy                        | No                                        |
| Náhradní mateřství pro gay páry                                      | No                                        |
| MSM smějí darovat krev                                               | No                                        |